# Bay Head
Bay Head est un borough du comté d'Ocean au New Jersey, aux États-Unis.
Lors du recensement de 2010, sa population est de 968 habitants. La municipalité s'étend sur 0,7 milles carrés (1,81 km2), dont 0,12 milles carrés (0,31 km2) d'étendues d'eau.
La ville devient une municipalité indépendante de Brick Township en juin 1886. Elle doit son nom à situation au début de la baie de Barnegat.